# Вассерлиш
Вассерлиш (нем. Wasserliesch) — община в Германии, в земле Рейнланд-Пфальц. 
Входит в состав района Трир-Саарбург. Подчиняется управлению Конц.  Население составляет 2197 человек (на 31 декабря 2010 года). Занимает площадь 7,59 км².